# Boston (Geórgia)
Boston é uma cidade localizada no estado americano de Geórgia, no Condado de Thomas.

## Demografia
Segundo o censo americano de 2000, a sua população era de 1417 habitantes.
Em 2006, foi estimada uma população de 1445, um aumento de 28 (2.0%).

## Geografia
De acordo com o United States Census Bureau tem uma área de 
5,8 km², dos quais 5,8 km² cobertos por terra e 0,0 km² cobertos por água. Boston localiza-se a aproximadamente 63 m acima do nível do mar.

## Localidades na vizinhança
O diagrama seguinte representa as localidades num raio de 32 km ao redor de Boston. 